# Densetsu kyojin Ideon
Densetsu kyojin Ideon (伝説巨神イデオン?) è un anime televisivo, prodotto dalla Sunrise, e trasmesso per 39 episodi dal 1980 al 1981 su TV Tokyo. Ideon fu creato e diretto da Yoshiyuki Tomino (Mobile Suit Gundam, Zambot 3, Daitarn III). Alla serie seguirono due lungometraggi cinematografici nel 1982 The Ideon: A Contact e The Ideon: Be Invoked.

## Trama
Densetsu kyojin Ideon inizia nell'anno 2300, in un futuro in cui l'umanità ha iniziato a colonizzare altri pianeti e ha scoperto un modo per viaggiare da una galassia all'altra. Sul pianeta Solo nella Galassia di Andromeda, un gruppo di archeologi scopre i misteriosi resti dell'Ideon – tre giganteschi mezzi capaci di trasformarsi in un mecha – e una nave spaziale ribattezzata Nave Solo.
Improvvisamente, una civiltà aliena umanoide nota come Buff Clan raggiunge il pianeta Solo. Karala, la figlia del comandante supremo del Buff Clan, decide di scendere sul pianeta contravvenendo agli ordini ricevuti da Gije, un ufficiale che era stato soldato sotto suo padre, insieme alla sua assistente Maya, per investigare sull'Ideon. Gli alieni del Buff Clan, credendo che i terrestri abbiano intenzioni ostili, iniziano a loro volta ad attaccare. Cosmo Yuki, il protagonista della serie, e i suoi amici Kasha Imhof e Deck Afta raggiungono il luogo degli scavi e riescono ad attivare i tre mezzi, componendo l'Ideon insieme a Bes e respingendo il primo attacco degli uomini di Gije.
Jordan Bes, il comandante delle forze militari presenti sul pianeta Solo, ordina di armare l'Ideon con i missili, ma improvvisamente le città del pianeta sono attaccate e distrutte dal Buff Clan. Gije e il suo compagno Damido si incontrano con il capo della loro spedizione, Abadede Gurimade, e muovono un nuovo attacco con l'intento di catturare l'Ideon (da loro definito Dio Gigante). I sopravvissuti raggiungono la Nave Solo, come pure Karala, scambiata da Bes per una terrestre. Sulla nave si imbarcano altri civili, fra cui Sheryl Formosa, una studiosa di lingue che investigava sull'antica civiltà del pianeta Solo, sua sorella Lin, Banda Lotta, tre bambini: Piper Lou, Ashura Nobaku e Fard Maraka; il meccanico Joliver Ira, i piloti Hatari Naburu e Moera Fatima. Gli altri piloti Tekuno e Bento si uniscono a Cosmo e Kasha per pilotare l'Ideon, mentre Moera sostituisce Bes. La natura aliena di Karala e Maya è scoperta e, mentre quest'ultima viene uccisa, Bes concede a Karala di avere salva la vita, nonostante Sheryl e gli altri vorrebbero ucciderla. Karala parla loro della Leggenda dell'Ide, la storia di un eroe del Buff Clan, che salvò il suo popolo usando il potere dell'Ide. Il Buff Clan stava dunque percorrendo l'universo alla ricerca di tale potere leggendario, che è lo stesso che alimenta l'Ideon e la Nave Solo.
La Nave Solo lascia il pianeta Solo usando il suo potentissimo motore DS Drive e dopo una lotta nel sub-spazio raggiunge il pianeta Saurus Star. Cosmo e gli altri affrontano Gije dapprima all'interno del suo mecha Dogg Mack e dopo in un duello. Abadede riceve da Harulu, la sorella maggiore di Karala, l'ordine di uccidere la donna perché schierandosi con gli alieni di Logo Dau (così il Buff Clan chiama i Terrestri, dal nome loro attribuito al pianeta Solo dove è avvenuto il primo contatto) ha macchiato l'onore della famiglia Ajiba. Il Buff Clan insegue poi i Terrestri sul pianeta Crystal Star, dove Abadede tenta di distruggere la Nave Solo ricorrendo a gigantesche creature alate chiamate Bajin; tuttavia la nave riesce a fuggire, mentre Abadede è ucciso dai Bajin.
Con Abadede morto e Damido ferito, Harulu si trova costretta a intervenire personalmente. Karala tenta di negoziare la pace con la sorella, ma viene umiliata da Guhaba Geba, un sottoposto di Harulu. Le cose si mettono davvero male per la donna quando Banda Lotta, che odia a morte il Buff Clan per tutte le vittime causate, tenta di ucciderla; il desiderio di morire di Karala impressione fortemente tutti i membri dell'equipaggio per via della sua fermezza.
La Nave Solo successivamente arriva su una colonia terrestre dove Cosmo incontra Camyula, un ufficiale militare che ricorda al ragazzo sua madre. Il ragazzo, provato da un recente combattimento dove ha rischiato di morire, è riluttante a combattere ancora; tuttavia il Buff Clan attacca il pianeta e Camyula muore nel corso della battaglia, evento che causa l'ira di Cosmo e riaccende il suo desiderio di combattere.
Sheryl e Karala si recano sulla nave del Buff Clan per cercare di negoziare la pace, ma sono fatte prigioniere e in cambio della loro liberazione viene richiesta la cessione dell'Ideon. Apparentemente Cosmo e gli altri piloti accettano, salvo riuscire con uno stratagemma a riconquistare il mecha e a sconfiggere Doku. Anche il successivo attacco di Damido si conclude con la morte dell'ufficiale.
Il piccolo Lou intanto si ammala di morbillo e per poter trovare una cura la Nave Solo si dirige verso il pianeta Ajian, altra colonia terrestre; i militari tuttavia tentano di prendere possesso della Nave Solo, mentre il Buff Clan attacca il pianeta usando i missili fotonici, che distruggono buona parte della sua superficie. Per la prima e unica volta l'Ideon evoca un gigantesco buco nero per assorbire alcuni missili fotonici prima che colpiscano la Nave Solo.
Nel corso dell'ennesima battaglia fra Buff Clan e Nave Solo, la nave madre di Harulu, la Dorowa Zan, è distrutta e la donna è costretta a fuggire, venendo soccorsa da Daram Zuba, un suo vecchio amore, ora membro della Ome Foundation, di cui fa parte ora anche Gije e che è intenzionata a catturare il Dio Gigante Ideon per via di un patto segreto col comandante supremo, Doba Ajiba, padre di Harulu e Karala, che ha intenzione di servirsene per deporre l'imperatore del Buff Clan, Zuou (per motivi mai specificati nel corso della serie). La Nave Solo intanto giunge su Kyaral, un pianeta recentemente devastato dal Buff Clan, e il suo equipaggio sperimenta tutto l'odio che gli abitanti di Kyaral provano verso di loro, ritenendoli responsabili della loro rovina. Cosmo conosce Kitty Kitten, una ragazza di cui si innamora; ma nel corso della battaglia contro Daram e Gije rimane gravemente ferito, salvandosi solo grazie a una trasfusione di sangue di Karala, mentre Kitty Kitten è uccisa da Daram stesso dopo che la sua capsula di salvataggio era precipitata sul pianeta.
La Nave Solo, ancora inseguita da Daram, raggiunge il pianeta Terra ma non riceve il permesso di atterrare. Sheryl e Joliver raggiungono la base lunare per usare il potentissimo computer Gloria, in mano ai militari, scoprendo così che l'energia dell'Ide è infinita. Nel successivo attacco del Buff Clan viene testata la nuova arma dell'Ideon, la potentissima Ideon Gun. Piper, Ashura e Fard si ritrovano a bordo dell'Ideon nel bel mezzo dell'altra battaglia contro il Barume Baram, ma la loro presenza sembra essere benefica perché rafforza il potere del mecha (in quanto l'Ide è portato a difendere la vita e in particolare i bambini), permettendo così di usare una nuova arma, le Ideon Swords. Gije, abbandonato da Daram sulla Luna, salva Sheryl e viene da lei accolto di nascosto sulla Nave Solo.
Il Buff Clan attacca direttamente la Terra: nel corso della battaglia, Daram sfida Cosmo a duello col segreto intento di farsi esplodere insieme a una bomba nucleare, ma Gije lo ferma sparandogli. Successivamente Bes e Cosmo sono fatti prigionieri dalle forze terrestri; in tale occasione Bes rifiuta di rivedere i suoi genitori, ai quali è stato raccontato che il loro figlio ha tradito la Terra per unirsi al Buff Clan. Gije e Karala riescono poi a liberarli e la Nave Solo lascia la Terra, rimanendo coinvolta in una nuova battaglia nei pressi di Saturno: qui Moera, pilota dell'Ideo-Nova, trova la morte.
Gije prende il posto di Moera come pilota dell'Ideo-Nova, dimostrando la sua fedeltà in una serie di battaglie contro vari ufficiali del Buff Clan, come Mebarul e Hannibal Gen. Le stesse forze terrestri arrivano ad allearsi col Buff Clan pur di impadronirsi della Nave Solo e dell'Ideon, il cui potere intanto sta crescendo sempre di più, diventando incontrollabile; anche il tentativo dell'equipaggio stesso di disfarsi della nave fallisce, perché l'Ide sviluppa un forte istinto di autodifesa. La Nave Solo ritorna sul pianeta Ajian, richiedendo assistenza e rifornimenti, ma tutti i civili sono presi in ostaggio e muore Lin, la sorella di Sheryl.
Sul pianeta Steckin, anche Gije trova la morte, mentre l'Ideon sviluppa un potere tale da tagliare in due il pianeta stesso. A questo punto la Nave Solo si trova a dover combattere direttamente contro il comandante supremo Doba Ajiba, a bordo della gigantesca nave Baral Jin. Il potere dell'Ide teletrasporta Karala e Joliver sulla nave nemica, al fine di permettere una trattativa di pace; tuttavia Doba vuole distruggere l'Ideon e tenta addirittura di uccidere la figlia, quando scopre che questa aspetta un figlio da Bes, un alieno. Nella battaglia che segue, la navicella su cui Karala e Joliver fuggivano viene distrutta da un missile, ma i due si salvano grazie al potere dell'Ide, lo stesso potere che poi erompe violentemente avvolgendo l'universo.

## Accoglienza
Così come era accaduto già per Mobile Suit Gundam, anche Densetsu kyojin Ideon non incontrò immediatamente il favore del pubblico, al punto che dei 43 episodi previsti inizialmente ne furono prodotti soltanto 39. Tuttavia l'enorme richiesta di un finale compiuto portò alla produzione dei due film cinematografici che seguirono alla cancellazione della serie.
I due film The Ideon: A Contact e The Ideon: Be Invoked, furono proiettati nel 1982. Il primo era formato da un montaggio degli episodi della serie televisiva, a cui fu aggiunto qualche minuto di animazione inedita. Il secondo film invece figurava un finale alternativo a quello che si era visto nella serie televisiva, e terminava la saga di Ideon definitivamente.

## Influenza su altre produzioni
Nonostante l'impatto iniziale della serie sugli schermi giapponesi non sia stato dei migliori, col tempo Densetsu kyojin Ideon è stato generalmente rivalutato, ed oggi è addirittura considerato una fonte di ispirazione per numerose produzioni a venire. Ideon è universalmente riconosciuta come una delle maggiori fonti di ispirazione di Neon Genesis Evangelion, uno dei prodotti di maggior successo degli anni '90.
Molti dei temi di Ideon sono infatti ripresi nella serie di Hideaki Anno, come gli elementi di misticismo legati ad una serie robotica. Anche il finale delle due serie ha molti punti in comune, senza contare che entrambe le produzioni terminano con un doppio lungometraggio cinematografico composto da un montaggio riassuntivo e da un nuovo finale.
Inoltre, sia in Ideon, che in Evangelion viene usato il termine "children", che in inglese significa "bambini". In entrambe le serie però il termine indica un singolo soggetto, pertanto il suo utilizzo può essere considerato grammaticalmente errato. In realtà, mentre in Ideon si trattò di un errore involontario, in Evangelion si è optato per una precisa citazione.
Il robot protagonista inoltre appare in Mobile Suit Vs. Giant God: Gigantis' Counterattack, manga non canonico in cui c'è un cross-over della serie con quella di Mobile Suit Gundam ZZ.
In One Piece, Eiichirō Oda crea il personaggio del pugile Ideo che, come ammesso dallo stesso, è ispirato da Ideon.

## Cast
| Personaggio    | Doppiatore       | Personaggio  | Doppiatore       |
| -------------- | ---------------- | ------------ | ---------------- |
| Cosmo Yuki     | Yoku Shioya      | Bes Jordan   | Hideyuki Tanaka  |
| Kasha Imhof    | Fuyumi Shiraishi | Karala Ajiba | Keiko Toda       |
| Sheryl Formosa | You Inoue        | Gije Zaral   | Kazuo Hayashi    |
| Deck Afta      | Tatsuya Matsuda  | Banda Lotta  | Eiko Yamada      |
| Moera Fatima   | Hideki Sasaki    | Rapoh Famu   | Kimiko Tsuruta   |
| Lin Formosa    | Keiko Yokozawa   | Ashura Novak | Masako Matsubara |
| Fard Malaka    | Sanae Takagi     | Joliver Ira  | Shiozawa Kaneto  |
| Harulu Ajiba   | Youko Asagami    | Doba Ajiba   | Takkou Ishimori  |
| Damido Pechi   | Genda Tessho     | Daram Zuba   | Shojiro Kihara   |
| Gindoro Jinma  | Seizo Katou      | Kitty Kitten | Rumiko Ukai      |

## Episodi
| Nº                                        | Titolo italiano Giapponese 「Kanji」 - Rōmaji                                              | In onda           | In onda |
| Nº                                        | Titolo italiano Giapponese 「Kanji」 - Rōmaji                                              | Giapponese        |         |
| Serie televisiva (39 episodi)             |                                                                                            |                   |         |
| 1                                         | La resurrezione dell'Ideon 「復活のイデオン」 - fukkatsu no ideon                          | 8 maggio 1980     |         |
| 2                                         | New Lopia in fiamme 「ニューロピア炎上」 - nyuropia enjō                                   | 15 maggio 1980    |         |
| 3                                         | La terra trema 「激震の大地」 - gekishin no daichi                                         | 22 maggio 1980    |         |
| 4                                         | Fuga dal pianeta Solo 「ソロ星脱出せよ」 - soro sei dasshutsu seyo                         | 29 maggio 1980    |         |
| 5                                         | Il leggendario potere infinito dell'Ide 「無限力・イデ伝説」 - mugen chikara. ide densetsu | 5 giugno 1980     |         |
| 6                                         | La bandiera bianca del tradimento 「裏切りの白い旗」 - uragiri no shiroi hata              | 12 giugno 1980    |         |
| 7                                         | Fuga nel sub-spazio 「亜空間脱走」 - akūkan dassō                                          | 19 giugno 1980    |         |
| 8                                         | Battaglia nella tempesta di sabbia 「対決・大砂塵」 - taiketsu. dai sajin                  | 26 giugno 1980    |         |
| 9                                         | Il sub-spazio brucia 「燃える亜空間」 - moeru akūkan                                       | 3 luglio 1980     |         |
| 10                                        | L'attacco a sorpresa dei Bajin 「奇襲・バジン作戦」 - kishū. bajin sakusen                 | 10 luglio 1980    |         |
| 11                                        | Perseguitati sulla stella delle rovine 「追撃・遺跡の星」 - tsuigeki. iseki no hoshi       | 17 luglio 1980    |         |
| 12                                        | Irruzione nel fronte nemico 「白刃の敵中突破」 - hakujin no tekichū toppa                  | 24 luglio 1980    |         |
| 13                                        | A morte l'aliena! 「異星人を撃て」 - iseijin wo ute                                        | 31 luglio 1980    |         |
| 14                                        | La strategia d'attacco di Doku 「撃破・ドク戦法」 - gekiha. doku senpō                     | 7 agosto 1980     |         |
| 15                                        | Un piano per recuperare l'Ideon 「イデオン奪回作戦」 - ideon dakkai sakusen                | 14 agosto 1980    |         |
| 16                                        | La strategia mortale di Damido 「必殺のダミド戦法」 - hissatsu no damido senpō             | 21 agosto 1980    |         |
| 17                                        | Battaglia sul pianeta delle scimmie 「激闘・猿人の星」 - gekitō. enjin no hoshi            | 28 agosto 1980    |         |
| 18                                        | Tradimento su Ajian 「アジアンの裏切り」 - ajian no uragiri                                | 4 settembre 1980  |         |
| 19                                        | Il commando speciale di Gyamus 「ギャムス特攻指令」 - gyamusu tokkō shirei                 | 11 settembre 1980 |         |
| 20                                        | L'attacco dei Diavoli Gemelli 「迫撃・双子の悪魔」 - hakugeki. futago no akuma             | 18 settembre 1980 |         |
| 21                                        | L'affondamento della nave nemica 「敵戦艦を撃沈せよ」 - teki senkan wo gekichin seyo       | 25 settembre 1980 |         |
| 22                                        | La leggenda rivive 「甦える伝説」 - yomigaeru densetsu                                     | 3 ottobre 1980    |         |
| 23                                        | Il pianeta del terribile imbroglio 「戦慄・囮の星」 - senritsu. otori no hoshi             | 10 ottobre 1980   |         |
| 24                                        | Uccidete i guerriglieri infiltrati 「潜入ゲリラを叩け」 - sennyū gerira wo tatake          | 17 ottobre 1980   |         |
| 25                                        | Il contrattacco dell'Ideon 「逆襲のイデオン」 - gyakushū no ideon                          | 24 ottobre 1980   |         |
| 26                                        | Sofferenza mortale nel combattimento con Gel 「死闘・ゲルの恐怖」 - shitō. geru no kyōfu   | 31 ottobre 1980   |         |
| 27                                        | Infiltrati nella base lunare 「緊迫の月基地潜行」 - kinpaku no tsukikichi senkō            | 7 novembre 1980   |         |
| 28                                        | La furia della Wave Leader Gun 「波導ガンの怒り」 - hadō gan no ikari                      | 14 novembre 1980  |         |
| 29                                        | Le Spade di Luce 「閃光の剣」 - senkō no tsurugi                                           | 21 novembre 1980  |         |
| 30                                        | Il cecchino disperato 「捨て身の狙撃者」 - sutemi no sogekisha                             | 28 novembre 1980  |         |
| 31                                        | La casa brucia 「故郷は燃えて」 - furusato ha moete                                        | 5 dicembre 1980   |         |
| 32                                        | Riconoscere le fiamme del destino 「運命の炎のなかで」 - unmei no honō no nakade           | 12 dicembre 1980  |         |
| 33                                        | La pericolosa Waft Area 「ワフト空域の賭け」 - wafuto kūiki no kake                        | 19 dicembre 1980  |         |
| 34                                        | Quando le meteore precipitano 「流星おちる果て」 - ryūsei ochiru hate                      | 26 dicembre 1980  |         |
| 35                                        | Emersione dall'oscurità 「暗黒からの浮上」 - ankoku karano fujō                            | 29 dicembre 1980  |         |
| 36                                        | Addio, Nave Solo 「さらばソロシップ」 - saraba soroshippu                                  | 9 gennaio 1981    |         |
| 37                                        | La colonia dell'odio 「憎しみの植民星」 - nikushimi no shokuminsei                         | 16 gennaio 1981   |         |
| 38                                        | I fuggitivi dello spazio 「宇宙の逃亡者」 - uchū no tōbōsha                                | 23 gennaio 1981   |         |
| 39                                        | Nel cosmo con te 「コスモスに君と」 - kosumosu ni kimi to                                  | 30 gennaio 1981   |         |
| Lungometraggi cinematografici (2 episodi) |                                                                                            |                   |         |
| 1                                         | The Ideon: A Contact 「伝説巨神イデオン 接触篇」 - densetsu kyojin ideon sesshoku hen      | 10 luglio 1982    |         |
| 2                                         | The Ideon: Be Invoked 「伝説巨神イデオン 発動篇」 - densetsu kyojin ideon hatsudō hen      | 10 luglio 1982    |         |

## Colonna sonora
Sigla di apertura
"Fukkatsu No Ideon" cantata da Isao Taira
Sigla di chiusura
"Cosmos ni kimi to" cantata da Keiko Toda